# Beatrice Ghezzi
Beatrice Ghezzi (Milano, 27 aprile 1969) è una giornalista italiana.

## Biografia
Beatrice Ghezzi è giornalista professionista dal 28 febbraio 1996. È laureata in Lettere moderne presso l'Università Statale di Milano.
Inizia la carriera di giornalista nel 1990 collaborando con alcune testate nelle città di Novara, Vercelli e Biella. Successivamente lavora presso Antenna 3 Lombardia. Passa a Mediaset nel 1994. Dal 1998 fa parte della redazione sportiva di Mediaset, dove conduce Studio Sport (poi Sport Mediaset).
Attualmente è Vice Caporedattore di NewsMediaset.